# Stubbe – Von Fall zu Fall: Stubbe und der Geisterpolizist
Stubbe und der Geisterpolizist ist ein deutscher Fernsehfilm von Christa Mühl aus dem Jahr 1997. Es handelt sich um den neunten Filmbeitrag der ZDF-Kriminalfilmreihe Stubbe – Von Fall zu Fall mit Wolfgang Stumph in der Titelrolle.

## Handlung
Die junge Studentin Stella Kielmann gibt eine Anzeige gegen einen unbekannten Polizisten auf, der sie angeblich vergewaltigen wollte. Nur durch den Einsatz ihres Pfeffersprays, konnte sie ihn in die Flucht schlagen. Da sie als Stripperin in einer Nachtbar arbeitet und es keine Zeugen gibt, erscheint ihre Glaubwürdigkeit bei den Beamten sehr gering. Stubbe glaubt allerdings der jungen Frau und leitet entsprechende Ermittlungen ein. Anhand eines Phantombildes, das nach Angaben von Stella Kielmann angefertigt wurde, kann allerdings kein Polizist aus dem zuständigen Revier identifiziert werden.
Wenige Tage später wird der Fund einer Frauenleiche gemeldet, die bis zum Eintreffen der Polizei jedoch spurlos verschwunden ist. Lediglich ein verräterischer Uniformknopf wird am Tatort gefunden, der Stubbe und Zimmermann zwingt, in den eigenen Reihen zu ermitteln. Das stößt auf wenig Verständnis seitens der Betroffenen. Die revanchieren sich auch sofort mit einem Streich gegen Stubbe, indem sie ihm sein Fahrrad vor ihrem Revier entwenden. Zimmermann hat derweil eine Spur zu der Frau gefunden, die möglicherweise vor kurzem zum Opfer geworden ist. Als dann tatsächlich eine Frauenleiche gefunden wird, müssen die Ermittler jedoch feststellen, dass es sich dabei nicht um die vermisste Frau handelt. Somit treten sie bei ihren Ermittlungen auf der Stelle. Lediglich die Herkunft der Uniform, die der Täter trägt, kann Zimmermann aufklären. Vor Monaten ist dem Revierleiter Horst Jankowski sein Auto mit der Uniform darin gestohlen worden. Stubbe recherchiert deshalb die Umstände dieses Autodiebstahls und findet so die Spur zu einem Tennisclub, wo Jankowski regelmäßig trainiert. Zimmermann verdächtigt den dort arbeitenden Martin Gerber die Uniform aus dem Auto genommen zu haben, bevor der Autodieb zugeschlagen hat, denn diesen hatte Stubbe ermitteln können und von ihm erfahren, dass da keine Uniform auf dem Rücksitz gelegen hatte. Gerber, der bemerkt, dass er ins Visier der Ermittler geraten ist, verbrennt die Uniform und reinigt sein Auto, um keinerlei Indizien gegen sich zu hinterlassen. Lediglich zwei Kiefernnadeln kann der Kriminaltechniker sichern. Unter Mithilfe von Gerhard Rönke, als Pflanzenexperte, kann der Standort der Kiefern sehr genau bestimmt werden und so sucht die Polizei mit Spürhunden in dem Gebiet gezielt nach der verschwundenen Leiche. Das hat Erfolg und damit sind sich Stubbe und Zimmermann sicher, dass Gerber der Täter ist. Nach kurzer Fahndung kann der Mann gestellt und festgenommen werden.
Nach erfolgreichem Abschluss und der bewiesenen Unschuld der Polizeikollegen, findet sich auch Stubbes Fahrrad überraschenderweise wieder an.

## Hintergrund
Der Film wurde in Hamburg und Umgebung gedreht und am 29. November 1997 um 20:15 Uhr im ZDF erstausgestrahlt. Er erschien unter dem Titel Stubbe – Von Fall zu Fall/Folge 1–10 mit neun weiteren Fällen auf DVD.

## Trivia
Ein Teil der Aufnahmen wurde in den Räumen der fiktiven Wache des Großstadtreviers gedreht. Der Leiter dieser fiktiven Wache, Peer Jäger, ist später viele Jahre lang Leiter der fiktiven Wache von Notruf Hafenkante. 

## Kritik
Für die Kritiker der Fernsehzeitschrift TV Spielfilm war Stubbe und der Geisterpolizist „ein Fall für den Querdaumen“; sie vergaben dem neunten Stubbe-Fall eine mittlere Wertung, indem sie mit dem Daumen zur Seite zeigten.